# Bābā Amān
Bābā Amān (persiska: بابا امان) är en ort i Iran.   Den ligger i provinsen Nordkhorasan, i den nordöstra delen av landet, 600 km öster om huvudstaden Teheran. Bābā Amān ligger 1 017 meter över havet och antalet invånare är 567.
Terrängen runt Bābā Amān är huvudsakligen kuperad, men västerut är den platt. Runt Bābā Amān är det ganska glesbefolkat, med 27 invånare per kvadratkilometer. Närmaste större samhälle är Bojnourd, 9,7 km väster om Bābā Amān. Omgivningarna runt Bābā Amān är i huvudsak ett öppet busklandskap.